# 朱豪坅
宜城荣僖王朱豪坅（1446年—1498年7月13日），明朝宜城康简王朱贵㸅的庶次子，辽简王朱植孙，明太祖曾孙；母亲是次妃花氏。明朝第二代宜城王。

## 生平
正統十一年（1446年）生。兄长早夭。正统十三年四月作为朱贵㸅的长子得赐名。
朱豪坅后受封镇国将军。成化七年（1471年）十月，因其援例请求，赐其每年的折色禄米中的一百石改为本色。
成化十一年（1475年），朱豪坅的堂兄遼王朱豪墭奏称，按《皇明祖訓》，亲王與正妃五十岁没有嫡子，可以立庶長子為王世子，朱贵㸅六十二岁，王妃程氏六十岁，没有嫡子，只有庶子朱豪坅一子，想援引亲王世子的例子，改封朱豪坅为宜城长子，朱豪坅夫人杜氏为長子夫人，改封後朱豪坅的镇国将军俸禄不再给。八月，获准。
同年，朱贵㸅去世。成化十五年（1479年）三月，明宪宗遣西寧侯宋愷、武平伯陳能、富陽伯李輿、成安伯郭鐄、懷柔伯施鑑為正使，中書舍人高峘、刑部郎中林和、吏部員外郎焦恕、戶部員外郎梁謹、兵部員外郎李鑑、禮部主事高敞為副使，冊封朱豪坅為宜城王，夫人杜氏進封宜城王妃。
成化二十二年（1486年）六月，朱豪坅奏其父的坟墓屡次被山水冲坏，现在嫡母程太妃也去世，遣官開壙后发现其中多積水，请求派陰陽人擇地后自行遷葬，获准。
弘治十一年（1498年）六月，朱豪坅去世。明孝宗闻讯，輟朝一日，按制度賜祭葬，谥榮僖。
弘治十三年（1500年），其嫡长子朱恩铣以宜城长子袭封。

## 家庭

### 妻妾
- 王妃杜氏

### 子孫
- 嫡長子：鎮國將軍→宜城長子→宜城懷靖王朱恩铣
- 第二子：鎮國將軍朱恩鏌[9]，弘治十七年（1504年）二月賜名[10]
  - 第一子：朱寵澯[9]

## 评价
- 《弇山堂别集》卷074：寵祿光大，小心畏忌。